# Toluca Challenger
Il Toluca Challenger è stato un torneo professionistico di tennis giocato su campi in terra rossa. Faceva parte dell'ATP Challenger Series. Si è giocata una sola edizione, a Toluca in Messico.

## Albo d'oro

### Singolare
| Anno | Campione      | Finalista    | Punteggio     |
| ---- | ------------- | ------------ | ------------- |
| 1998 | Rogier Wassen | Gastón Etlis | 5–7, 6–1, 6–4 |

### Doppio
| Anno | Campioni                            | Finalisti                  | Punteggio |
| ---- | ----------------------------------- | -------------------------- | --------- |
| 1998 | Alejandro Hernández Mariano Sánchez | Edwin Kempes Rogier Wassen | 6–3, 6–4  |